# أرنست توغندات
أرنست توغندهات (بالألمانية: Ernst Tugendhat) (من مواليد 8 مارس 1930) هو فيلسوف ألماني.

## الحياة العملية والمهنة
ولد في برنو تشيكوسلوفاكيا، لعائلة يهودية ثرية في برنو. في عام 1938، هاجرت العائلة من تشيكوسلوفاكيا إلى سانت غالن في سويسرا، وفي عام 1941 سافرت لتستقر في كراكاس في فنزويلا.
درس توجندهات الكلاسيكيات في جامعة ستانفورد من عام 1944 إلى عام 1949، واستمر في العمل في الدراسات العليا في الفلسفة والكلاسيكيات في جامعة فرايبورغ، حيث حصل على الدكتوراه. خلال السنوات 1956-1958، أجرى أبحاثًا بعد الدكتوراه في جامعة مونستر. ومنذ ذلك الحين وحتى عام 1964، كان أستاذاً مساعداً في قسم الفلسفة في جامعة توبنغن، حيث بعد أن مضى عام 1965 في جامعة ميشيغان في آن أربور، حصل على مؤهلاته في عام 1966 في تحليل مفهوم الحقيقة في إدموند هوسرل ومارتن هايدغر.
أصبح توغندات أستاذاً بجامعة هايدلبرغ (1966-1975). خلال الستينيات والسبعينيات، تطورت جامعة هايدلبرغ إلى واحدة من المشاهد الرئيسية للاحتجاجات الطلابية اليسارية في ألمانيا. بسبب الحركة الطلابية وكاحتجاج على الوضع في الجامعات الألمانية في السبعينيات، تخلى توغندهات عن منصبه وانتقل إلى ستارنبرج، في عام 1980 انتقل إلى برلين، وأصبح مثل صديقه مايكل ثيونسن، أستاذ الفلسفة في جامعة برلين الحرة. تمت دعوته لإلقاء محاضرات جون لوك 1988-1989 في جامعة أكسفورد، لكنه اضطر إلى الانسحاب بسبب اعتلال الصحة.
تقاعد توغندات في عام 1992، ولكنه كان أستاذاً زائر في الفلسفة، سانتياغو (1992-1996)، باحث في معهد العلوم الإنسانية ، فيينا (1996)، وأستاذ زائر في جامعة تشارلز في براغ، جمهورية التشيك (1997-1998).

## روابط خارجية
- أرنست توغندات على موقع مونزينجر (الألمانية)